# Çiftlikköy, Doğubayazıt
Çiftlik là một xã thuộc huyện Doğubayazıt, tỉnh Ağrı, Thổ Nhĩ Kỳ. Dân số thời điểm năm 2011 là 1.625 người.